# Pliosaurus
Pliosaurus é um gênero de réptil marinho fóssil da família Pliosauridae.
Seis espécies são reconhecidas:
- Pliosaurus brachydeirus Owen, 1840
- Pliosaurus carpenteri Benson, Evans, Smith, Sassoon, Moore-Faye, Ketchum & Forrest, 2013
- Pliosaurus funkei Knutsen,Druckenmiller & Hurum, 2012
- Pliosaurus kevani Benson, Evans, Smith, Sassoon, Moore-Faye, Ketchum & Forrest, 2013
- Pliosaurus rossicus Novozhilov, 1948
- Pliosaurus westburyensis Benson, Evans, Smith, Sassoon, Moore-Faye, Ketchum & Forrest, 2013

Três espécies foram consideradas nomina dubia devido aos seus restos fósseis não terem características disgnósticas:
- Pliosaurus macromerus Philips, 1871
- Pliosaurus portentificus Noè, Smith & Walton, 2004
- Pliosaurus brachyspondylus (Owen, 1839)